# كيرشبرغ أن در ياغست
كيرشبرغ ان در ياغست (بالألمانية: Kirchberg an der Jagst) هي مدينة وبلدة ألمانية تقع في ألمانيا في بادن-فورتمبيرغ. يقدر عدد سكانها بـ 4,411 نسمة .

## المدن التوأمة
مدينة Weißensee هي مدينة توأمة لـكيرشبرغ ان در ياغست.